# 史承謙
史承謙（1707年—1756年），字位存，号兰浦，荊溪（江苏宜兴）人，清朝詞人，晚明东林名宿史孟麟之裔孙，留有《秋琴集》、《小眠斋词》和《青梅轩诗话》，备受晚清词论家的推崇，许曰阳羡词派的第四代领军人物、“阳羡词派界内新变”之代表。

## 生平概要
承谦其人其事，史传罕见载述，仅《重刊宜兴县志》卷三《文苑》有承谦、承豫兄弟合传，云：“史承谦，字位存；承豫，字衎存，兄弟并擅诗名。承谦读书十数行下，诗歌飘洒不群，尤工于词。常曰：‘吾经月不拈长短句，便从喉间涌出。’承豫才思清隽，穷年不废吟咏，诗格清丽。每伯仲唱和，谐谑风生，见者以为晋宋人复出。与桐城方贞观、吴兴姚世钰、汉阳彭湘怀称莫逆，诗篇酬答无虚日。顾皆以诸生屡踏省门，数奇不遇。”
据严迪昌先生考证，承谦为晚明东林名宿“玉池先生”史孟麟之裔孙，阳羡词派中坚史惟园之从侄曾孙，而外曾祖又为另一阳羡主将徐喈凤。

## 脚注
1. ↑  严迪昌《论史承谦及其〈小眠斋词〉——兼说清词流派之分野》